# 大隈庭園
大隈庭園（おおくまていえん）は、東京都新宿区戸塚町一丁目にある日本庭園。大隈重信旧邸の庭園で、早稲田大学早稲田キャンパスの一角に所在する。庭園の面積は約3,000平方メートル。 

## 歴史
この場所には江戸時代後期の天保年間以降、彦根藩井伊家や高松藩松平家の下屋敷があった。この時期に築かれた大名庭園が大隈庭園のもととなっている。池泉回遊式庭園は近江八景をもとにしているという。
明治維新後、この庭園の所有者は転々としたが、1874年（明治7年）に大隈重信が入手して別邸とした。1882年（明治15年）、大隈は隣接地を東京専門学校（現在の早稲田大学）開設のための用地として購入。1884年（明治17年）に大隈はこの邸宅を本邸とし、この際に庭園を和洋折衷式に改修している（作庭者は佐々木可村）。園芸にも熱心であった大隈は、庭園に温室や菜園を設けて洋ランやメロンなどを育てた。
1922年（大正11年）に大隈が没すると、庭園は早稲田大学に寄付され、大隈会館の庭園として一般公開された。1945年5月の空襲で深刻な被害を受けたが、戦後ほぼ復旧された。

## 庭園内
庭園には広大な芝生、小川、季節の植物、散歩道があり、提灯や小さな石塔、彫像が置かれている。
中華民国獅子像
1983年（昭和58年）、早稲田大学創立100周年を記念して、台湾校友会から寄贈されたもの。
エミレの鐘と韓鐘閣
エミレの鐘は、聖徳大王神鐘（通称エミレの鐘）の約1/2の縮小レプリカで、1983年（昭和58年）に早稲田大学創立100周年を記念して、韓国校友会から寄贈された。当初鐘は大隈記念講堂内に展示されていたが、早稲田大学創立125周年を記念して韓国校友会から韓国式の鐘楼が庭園内に寄贈され、2004年（平成16年）に鐘が鐘楼にかけられた。
童子石・文人石
朝鮮王朝時代の石像。早稲田大学創立125周年を記念して2007年（平成19年）に高麗大学校校友会会長から寄贈された。
孔子像
2008年（平成20年）、中華人民共和国から寄贈された。設計・製作は山東省政府。
完之荘
1952年（昭和27年）、校友の実業家小倉房蔵（雅号が完之）から寄贈された建築物。飛騨地方にあった古民家。
旧大隈邸門衛所
1902年（明治35年）に建設された大隈邸の門衛所。戦災も免れ、早稲田大学の敷地内で最も古い建築物である。
大隈綾子像
大隈重信夫人。朝倉文夫作。1927年（昭和2年）に早稲田大学創立45周年記念として、大隈信常により寄贈・建立。
田中穂積像
早稲田大学第4代総長。朝倉文夫作。1957年（昭和32年）に早稲田大学創立75周年記念として、校友会により建立。

## ギャラリー
|  |  |  |  |

## アクセス・利用案内
東京メトロ東西線早稲田駅から徒歩約4分。
一般公開は、月曜日から土曜日の授業実施日（天候不順日は閉園）の、9時から17時まで（10～3月は16時30分まで）。

## 周辺
- リーガロイヤルホテル東京 - 北側に隣接
- 大隈講堂 - 南側に隣接

## 関連文献
- 服部嘉香 『随筆 早稲田の半世紀』 中和出版、1957年